# پارک ملی نوئل کمف مرکادو
پارک ملی نوئل کمف مرکادو یک پارک ملی در شمال بخش سانتا کروز در استان خوزه میگل د ولاسکو در بولیوی و در مرز برزیل واقع است. این مکان در سال ۲۰۰۰ در میراث جهانی یونسکو به ثبت رسید.